# Рыскужино
Рыску́жино, также Рыску́жа  (баш. Рысҡужа ) — деревня в Абзелиловском районе Республики Башкортостан России, относится к Амангильдинскому сельсовету.

## История
Основателями деревни Рыскужино были башкиры из племени тамъян. Тамъянцы являются одним из самых больших племён башкир, проживают, в основном, по среднему и верхнему течению реки Агидель (Белой), на устье Нугуша, а также в Зауралье. Они дружно жили испокон веков со своими соседними башкирскими племенами: бурзянцами, кипчаками, тунгаурцами.  
По архивным данным, в XVII-XIX веках в Верхнеуральский уезд входила Тамъян-Тунгаурская волость. Деревня входила в её состав. По основанию деревни имеются несколько исторических версий.
По данным жителя деревни Зиннура Шаяхметова, основателем деревни был человек по имени Саубан, который скрываясь от калмыкской бойни нашёл укромное место у реки Большой Кизил и основал деревню. Это место называется Иске урын (Старое место). После смерти Саубана, его сын Рыскужа назвал деревню своим именем.
По данным жителя деревни Галиахмета Усманова, со стороны реки Нугуш для войны против калмыков прибыл батыр по имени Сура, который погиб здесь. Его сын Субан основал деревню Субан. Основанную деревню сожгли каратели, жители вынуждены были перебраться на верхнее течение реки Авзян. Но, после того как, в верховьях Авзяна начали строить заводы, а земли заставили продать заводчикам, башкиры вынуждены были переехать на старое место у реки Большой Кизил, но немного выше по течению реки. По архивным документам, по рассказам жителей можно предположить примерное время основания деревни Рыскужино, которая названа по имени жителя деревни Рыскужы Кырмаева:  1757—1760 годы (см. арх. Материалы по истории Башкирской АССР, том. IV, ч.IV № 103 (материал Р. Якупова, полученный из архива в 1996 году). 
В настоящее время в деревне живут несколько родов тамъянцев: Манка, Сукмар, Сырмау, Кобэ, Тумыртка, Айыу, Бейембет (выходцы из Кулгунина), Супем (выходцы из Казмашева), а также Таз (выходцы из Темясова).
В деревне преобладает мусульманское вероисповедание, издавна были мечети, все они строились на средства жителей. В конце XIX — начале XX века в Рыскужине работало большое медресе, где работали просветители тех времен: Зайнагабдин-ишан Юлбарисов, Хабибулла Сафуанов, Кутлахмет Мусин, Агзам Валишин. Последнюю мечеть до Октябрской революции построили в 1917 году. Муллой был Кутлиахмет-хазрат, муэдзином Агзам Валишин. В 1937 году мечеть превратили в сельский клуб, который стоит и поныне.
До 1911 года деревня состояла из одной улицы. Первым на другую улицу переехал Агзам Валишин, за ним его брат Аксан, после раскулачивания в 1930 году переселилась семья Кутлиахмета-муллы.
В начальный период советской власти деревня пережила коллективизацию. До 1930 года созданы различные сельхозартели,  в 1930 году создан колхоз «Берлек». Первые колхозники: Агзап и Шагишараф Нугамановы, Ишмурза Ямалов, Фаткулла Бакиев, Абдулхак Аскаров, Латиф Мустафин, Мортаза Усманов, Усман Якупов, Магадей и Хамза Багаувы,Фазулла Сулейманов, Низам Абдуллин, Абдулхак Валиев.
В 1931 году началось раскулачивание, четыре семьи Шарифа и Агзапа Нугмановых, Мухитдина Хадыева, Габделбарыя Басирова сосланы в Сибирь. Из 14 человек в живых остался только один.
В 1932 году в деревне открыта начальная школа. Первые учителя: Абдулхай Валишин, Хуснияр Шарафетдинов, Калимулла Кунакбаев, Зулейха Разяпова, Гумер Шакиров.
В 1934 году открыт первый медпункт, где работал Сафар-карт, а после его смерти Мафтуха Усманова.
В начале 1930-х годов в районе начилась работа по добыче золота. Начал работать прииск у реки Иргайды.  Старателями работали Магадиев Яхъя, Ахметов Галлям, Алтынгужин Гиният, Хибатов Кауый, Сулейманов Фазулла, Исрафилов Абдулла, Хамзин Мустафа, Ихсанов Акрам, Хибатова Гильминиса, Алтынгужина Нагима и другие. После войны, в 1949 году прииск перестал работать, жители хутора при нём переехали в Рыскужино.
В 1937-38 годах трагедия репрессий коснулась жителей деревни. За службу в армии Мусы Муртазина репрессированы Муртаза Усманов, Габделхак Валиев, Халаф Сафин, Габделхак Аскаров.
В период Великой Отечественной на войну мобилизовано 79 человек, из них 43-ём не суждено было вернуться домой. 

## Население
| 1968 | 2002 | 2009 | 2010 |
| ---- | ---- | ---- | ---- |
| 370  | ↗466 | ↗513 | ↘453 |

Согласно переписи 2002 года, преобладающая национальность — башкиры (100%).

## Географическое положение
Расстояние до:
- районного центра (Аскарово): 20 км.,
- центра сельсовета (Амангильдино): 5 км.,
- ближайшей железнодорожной станции (Магнитогорск-Пассажирский): 72 км.

## Происхождение названия
От башкирского личного имени баш. Рысҡужа  (рус. Рыскужа)

## Религия
В деревне есть мечеть.